# Toze Kangri
Die Toze Kangri sind über 6000 m hohe Berge in Tibet.
Sie gehören zu einer etwa 25 Kilometer langen von Nord nach Süd verlaufenden Bergkette in der abgelegenen und menschenleeren Hochlandsteppe Changthang im Nordwesten des Landes. Sie liegt am westlichen Ende des Kunlun-Gebirges. Als höchster Gipfel wird mit 6388 Metern der Toze Kangri NE (north-east) angesehen, der Zweithöchste ist der Toze Kangri SW (south-west) mit 6366 Metern, laut GPS-Messungen. Bis 2007 galten die von Gletschern umgebenen Berge als unbestiegen, obwohl sie keine größeren technischen Schwierigkeiten aufweisen.
Als Ausgangspunkt für eine Expedition zu den Toze Kangri dient die Stadt Kaschgar im Gebiet Xinjiang der Volksrepublik China.

## Quelle
- Toze Kangri bei summitpost.org